# Rally Cidade de Narón de 2018
El Rally Cidade de Narón de 2018 fue la edición 31ª y la cuarta ronda de la temporada 2018 del Campeonato de Galicia de Rally. Se celebró entre el 22 y el 23 de junio y contó con un itinerario de ocho tramos que sumaban un total de 111,42 km cronometrados.

## Itinerario
| Día   | Tramo | Nombre      | Distancia | Hora  | Ganador      | Tiempo    | Líder        |
| Día 1 |       |             |           |       |              |           |              |
| ----- | ----- | ----------- | --------- | ----- | ------------ | --------- | ------------ |
| Día 1 | TC1   | Cerdido     | 11,99 km  | 08:30 | Víctor Senra | 7:09.511  | Víctor Senra |
| Día 1 | TC2   | Ferreira    | 16,14 km  | 09:15 | Iago Caamaño | 10:03.369 | Iago Caamaño |
| Día 1 | TC3   | Cerdido 2   | 11,99 km  | 11:50 | Víctor Senra | 7:07.168  | Víctor Senra |
| Día 1 | TC4   | Ferreira 2  | 16,14 km  | 12:35 | Iago Caamaño | 10:03.990 | Iago Caamaño |
| Día 1 | TC5   | Vilaboa     | 11,15 km  | 16:50 | Víctor Senra | 7:02.967  | Iago Caamaño |
| Día 1 | TC6   | Vilachave   | 16,43 km  | 17:25 | Víctor Senra | 9:41.866  | Víctor Senra |
| Día 1 | TC7   | Vilaboa 2   | 11,15 km  | 19:50 | Iago Caamaño | 7:02.119  | Víctor Senra |
| Día 1 | TC8   | Vilachave 2 | 16,43 km  | 20:25 | Víctor Senra | 9:40.284  | Víctor Senra |

## Clasificación final
| Pos. | Piloto                  | Copiloto                   | Automóvil               | Tiempo    | Diferencia |
| ---- | ----------------------- | -------------------------- | ----------------------- | --------- | ---------- |
| 1.   | Víctor Senra            | David Vázquez              | Ford Fiesta R5          | 1:08:02.7 | 0.0        |
| 2.   | Iago Caamaño            | Alberto Rodríguez González | Ford Fiesta R5          | 1:08:04.4 | +1,7       |
| 3.   | Alberto Meira           | José Murado                | Mitsubishi Lancer Evo X | 1:10:21.0 | +2:18.3    |
| 4.   | Pablo Rey               | Luis Hernández Veiga       | Suzuki Swift Sport R+   | 1:11:46.9 | +3:44.2    |
| 5.   | Jorge Pérez Oliveira    | Juan Gándara               | Renault Clio R3 Maxi    | 1:12:51.4 | +4:48.7    |
| 6.   | Tino Iglesias           | Jorge Iglesias             | Ford Fiesta N5          | 1:12:53.7 | +4:51.0    |
| 7.   | Daniel Castro Rodríguez | Sergio Martínez Luaces     | Peugeot 208 R2          | 1:13:37.3 | +5:34.6    |
| 8.   | Jorge Cagiago           | Amelia María Blanco        | Peugeot 106 GTI         | 1:15:42.8 | +7:40.1    |
| 9.   | Daniel Berdomás Lorenzo | Mario González Tomé        | Peugeot 106 GTI         | 1:15:49.7 | +7:47.0    |
| 10.  | José Manuel Pazos       | David Calvo Costa          | Ford Fiesa R2           | 1:16:19.8 | +8:17.1    |